# Proacerella
Proacerella är ett släkte av urinsekter. Proacerella ingår i familjen lönntrevfotingar.
Kladogram enligt Catalogue of Life:
| Proacerella | \| \| Proacerella reducta \| \| \| \| \| \| Proacerella vasconica \| \| \| \| |
|             | \| \| Proacerella reducta \| \| \| \| \| \| Proacerella vasconica \| \| \| \| |
|             | Proacerella reducta                                                           |
|             |                                                                               |
|             | Proacerella vasconica                                                         |
|             |                                                                               |